# Tijdlijn van de Tweede Italiaans-Ethiopische Oorlog
Hier volgt een tijdlijn van de Tweede Italiaans-Ethiopische Oorlog waarbij Italië Ethiopië (destijds bekend als Abessinië) innam.

## 1930
- Italië bouwt een fort in de oase Welwel in de Ogadenwoestijn.

## 1934
- 29 september: Italië en Abessinië maken bekend dat ze elkaar niet zullen aanvallen.
- 23 november: Een Brits/Abessijnse commissie bemerkt het fort te Welwel.  De Britten trekken zich terug om een incident te vermijden.
- 5 december: Bij een schermutseling bij Welwel sterven 150 Abessijnen en twee Italianen.
- 6 december: Abessinië protesteert tegen de Italiaanse agressie te Welwel.[1]
- 8 december: Italië eist verontschuldigingen voor het incident bij Welwel.

## 1935

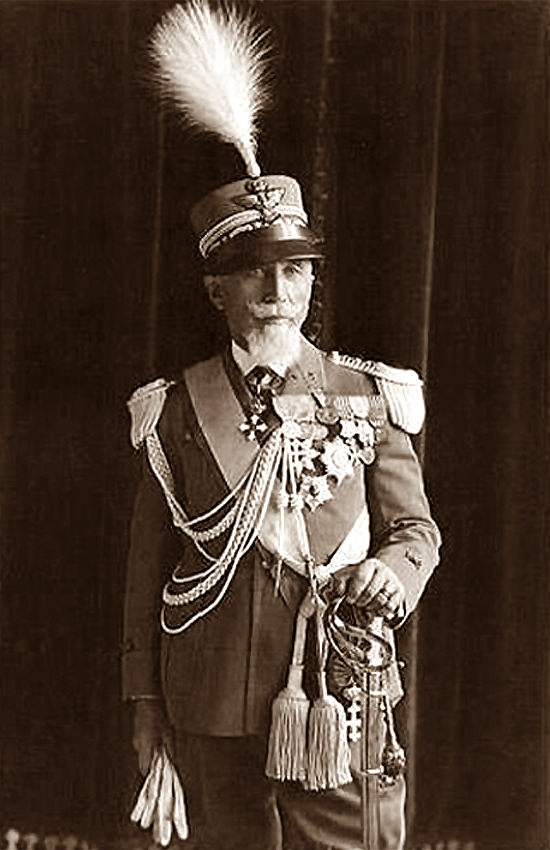
Emilio de Bono

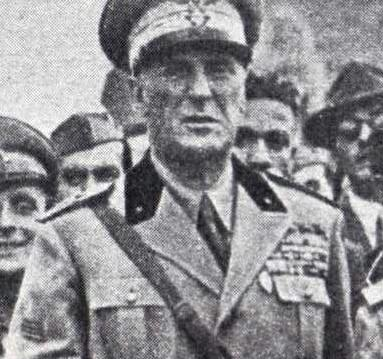
Rodolfo Graziani

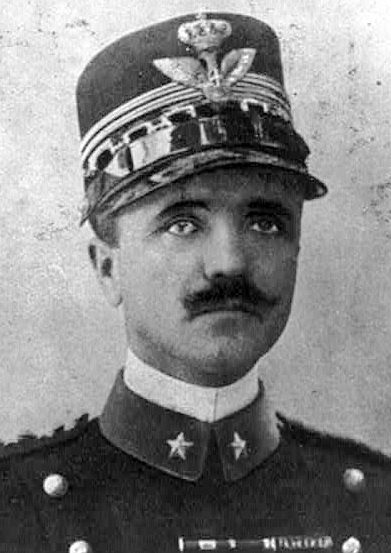
Pietro Badoglio

- 3 januari: Abessinië verzoekt de Volkenbond om arbitrage.
- 7 januari: Pierre Laval ondertekent te Rome een verdrag waarbij Italië de vrije hand krijgt in Abessinië in ruil voor Italiaanse steun tegen een Duitse aanval.[2]
- 23 februari: Benito Mussolini zendt Emilio De Bono naar Eritrea en Rodolfo Graziani naar Italiaans Somaliland met een leger van 100.000 man.
- 8 maart: Abessinië verzoekt opnieuw om arbitrage en wijst op de Italiaanse troepenconcentratie.
- 13 maart: Italië en Abessinië spreken een neutrale zone in de Ogaden af.
- 17 maart: Abessinië klaagt bij de Volkenbond opnieuw over de Italiaanse troepenconcentratie.
- 22 maart: De Italianen stemmen in met arbitrage over het incident bij Welwel.
- 11 mei: Abessinië protesteert nogmaals tegen de Italiaanse troepenconcentratie.
- 20-21 mei: De Volkenbond vergadert in bijzondere zitting over de crisis in Abessinië.
- 25 mei: De Volkenbond besluit om samen te komen als er tegen 25 juni geen vijfde arbiter is benoemd of als er tegen 25 augustus geen regeling is.
- 19 juni: Abessinië vraagt neutrale waarnemers.
- 23-24 juni: Italië wijst toegevingen door de Britse gezant Anthony Eden af.
- 25 juni: Italianen en Abessijnen komen in Den Haag samen voor arbitrage.
- 9 juli: De gesprekken worden afgebroken.
- 25 juli: Het Verenigd Koninkrijk kondigt een wapenembargo af tegen Italië en Abessinië.
- 26 juli: De Volkenbond stelt vast, dat nog geen vijfde arbiter is aangesteld.
- 3 augustus: De Volkenbond sluit de soevereiniteit over Welwel uit van de arbitrage en besluit om op 4 september opnieuw te vergaderen over de verhoudingen tussen Italië en Abessinië.
- 12 augustus: Abessinië vraagt om opheffing van het wapenembargo.
- 16 augustus: Italië wijst grote toegevingen door Frankrijk en het Verenigd Koninkrijk om een oorlog te vermijden van de hand.
- 22 augustus: Het Verenigd Koninkrijk herbevestigt zijn wapenembargo.
- 3 september: De Volkenbond pleit Italië en Abessinië vrij van schuld voor het incident bij Welwel, omdat beide partijen meenden dat ze zich op hun eigen grondgebied bevonden.[3]
- 10 september: Pierre Laval, Anthony Eden en Sir Samuel Hoare, 1st Viscount Templewood spreken af om sancties tegen Italië beperkt te houden.
- 25 september: Abessinië vraagt nog eens neutrale waarnemers.
- 29 september: Abessinië mobiliseert heel zijn leger.[4]
- 3 oktober: Emilio De Bono voert vanuit Eritrea zijn Invasie van Ethiopië uit zonder oorlogsverklaring en de Volkenbond veroordeelt dit. Rodolfo Graziani stelt zich aan de grens van Italiaans Somaliland verdedigend op.
- 5 oktober: Het noordelijke leger neemt Adigrat in.
- 6 oktober: Het noordelijk leger neemt Adowa in.
- 7 oktober: De Volkenbond verklaart Italië tot agressor en bereidt sancties voor.
- 11 oktober: Leden van de Volkenbond stemmen voor sancties tenzij Italië zich terugtrekt.
- 14 oktober: De Bono schaft de slavernij af in Abessinië.
- 15 oktober: Het noordelijke leger neemt Axum in.
- 18 oktober: Het Verenigd Koninkrijk verzekert Italië dat het geen actie zal ondernemen tegen Italiaanse schepen in de Middellandse Zee.
- 6 november: Mussolini maant De Bono aan tot actie.
- 8 november: Het noordelijk leger neemt Mek'ele in.
- 18 november: Sancties tegen Italië worden van kracht, maar niet over olie of staal.
- 8 december: Hoare en Laval ondertekenen het Hoare-Laval Plan waarbij Italië twee derde van het grondgebied van Abessinië krijgt.
- 9 december: Het Hoare-Laval Plan wordt publiek en Abessinië verwerpt het.
- 17 december:  Mussolini vervangt De Bono door maarschalk Pietro Badoglio. Keizer Haile Selassie lanceert zijn kerstoffensief.
- 26 december: Motorpech van zijn verkenningsvliegtuig dwingt piloot Tito Minniti tot een noodlanding en hij wordt gevangengenomen, gemarteld, gecastreerd en onthoofd. Mussolini geeft Badoglio toestemming om mosterdgas te gebruiken.

## 1936

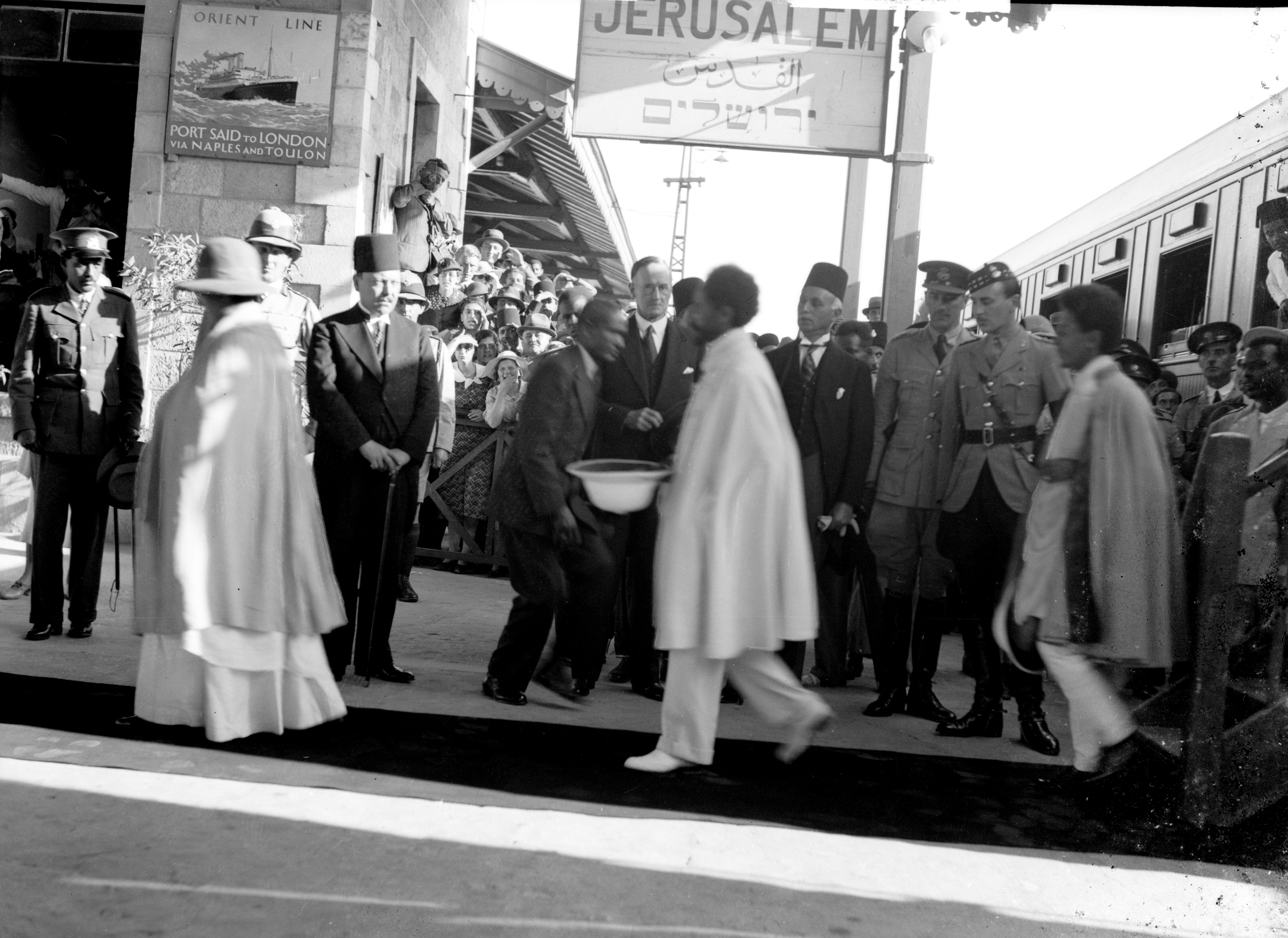
Keizer Haile Selassie in Jeruzalem op vlucht naar Londen

- 3 januari: Keizer Haile Selassie klaagt bij de Volkenbond over bombardementen op dorpen.
- 7-10 januari: In de Slag bij Genale Doria op het zuidelijk front lanceert generaal Graziani een tegenaanval van drie dagen tegen de oprukkende troepen van Ras Desta Damtew, die vlucht.
- 20 januari: Graziani verovert Negele Borana in de provincie Sidamo.  Abessinië vraagt strengere sancties tegen Italië.
- 20 – 24 januari: de onbesliste Eerste Slag bij Tembien beëindigt het kerstoffensief van Keizer Haile Selassie.
- 10 februari: De Italianen vallen aan en Ras Mulugeta Yeggazu lanceert een tegenaanval in de Slag bij Amba Aradam ten zuidwesten van Chalacot.
- 19 februari: De Slag bij Amba Aradam eindigt met een Abessijnse nederlaag met zware verliezen, waaronder Ras Mulugeta en zijn zoon.
- 27 februari: De Tweede Slag bij Tembien begint.
- 29 februari: Na de Tweede Slag bij Tembien zijn er amper overlevenden van de legers van Ras Kassa Haile Darge en Ras Seyoum Mengesha.
- 29 februari: De Slag bij Shire begint.
- 3 maart: De Volkenbond roept Italië en Abessinië op tot onderhandelingen.
- 4 maart: De Slag bij Shire eindigt met de vernietiging van het leger van Ras Imru Haile Selassie.
- 5 maart: Abessinië aanvaardt om te onderhandelen.
- 20 maart: Abessinië wendt zich weer tot de Volkenbond en stelt dat nog niets effectief opgelegd is.
- 21 maart: Keizer Haile Selassie protesteert weer bij de Volkenbond en klaagt over gebruik van chemische wapens, vernietiging van ambulances en massamoorden op burgers.[5]
- 29 maart: De Italiaanse luchtmacht gooit brandbommen op Harar.
- 31 maart: Keizer Haile Selassie leidt zelf een mislukte tegenaanval in de laatste Slag bij Maychew op het noordelijk front.[6]
- 1 april: Abessinië vraagt opheffing van het wapenembargo, financiële hulp en zwaardere sancties tegen Italië. De Colonna Celere de Africa Orientale van Achille Starace komt in Gondar aan.
- 4 april: Resten van het terugtrekkende leger van Haile Selassie worden bij het Ashenge-meer vernietigd met mosterdgas.[7][8]
- 14 april: Op het zuidelijk front begint de Slag bij de Ogaden.
- 17april: De Volkenbond geeft toe dat hij gefaald heeft in het Italiaans - Abessijns geschil.
- 25 april: De Abessijnen zijn verslagen in de Slag bij de Ogaden, maar het Abessijns leger ontkomt.
- 26 april: Badoglio zet vanuit Dessie zijn Mars van de ijzeren wil in naar Addis Abeba.
- 27 april: Prinses Tsehai van Abessinië spreekt de Volkenbond toe.
- 2 mei: Keizer Haile Selassie vlucht per trein van Addis Ababa naar Djibouti en vaart vandaar met een Britse kruiser naar Southampton.[9] Hij duidt Ras Imru Haile Selassie aan als regent.
- 5 mei: De mars van de ijzeren wil is ten einde en de Italianen nemen Addis Abeba in.
- 7 mei: Italië lijft Abessinië officieel in.
- 8 mei: Graziani trekt Harar binnen.
- 9 mei: Victor Emmanuel III is uitgeroepen tot Keizer van Abessinië en Badoglio tot onderkoning.[10]
- 10 mei: De noordelijke en zuidelijke Italiaanse legers komen samen te Dire Dawa.
- 1 juni: Italië voegt Abessinië, Eritrea en Italiaans Somaliland samen tot Italiaans-Oost-Afrika.
- 11 juni: Maarschalk Graziani is benoemd tot onderkoning van Abessinië.
- 20 juni: Keizer Haile Selassie spreekt de Volkenbond toe en die veroordeelt de Italiaanse acties.[11]
- 4 juli: De Volkenbond laat alle sancties tegen Italië vallen.
- 28 juli: Twee zonen van Ras Kassa proberen met duizenden mannen Addis Abeba te heroveren, maar het Italiaans garnizoen drijft ze terug. De Italianen fusilleren aartsbisschop Abuna Petros van Dessie wegens opruiing.[12]
- Oktober: De Italianen nemen gewapenderhand de overblijvende twee derde van Abessinië in die nog door keizerlijke ambtenaren bestuurd werd.
- 18 december: Ras Imru geeft zich over bij de Gojeb rivier.

## 1937
- 19 februari: In de laatste Slag bij Gogetti worden de overlevenden van de legers van Sidamo en Bale omsingeld en vernietigd bij het Shala-meer.[13] Dejazmach Beyene Merid en Dejazmach Gabre Mariam sneuvelen. Ras Desta Damtew ontsnapt gewond, maar wordt vijf dagen nadien gedood.
- 21 december: Hertog Amadeus II van Aosta wordt onderkoning van Abessinië.